# Dámaso Ruiz Tintoré
Dámaso Ruiz Tintoré, també conegut com Dámaso Perico (Barcelona, 15 de juny de 1970 - Tarragona, 8 de maig de 2018) fou un sacerdot catòlic català, conegut per haver estat un animador molt popular del RCD Espanyol.
Durant la seva joventut, abans de ser ordenat sacerdot, era un habitual de l'estadi de futbol de Sarrià del RCD Espanyol, on se'l podia veure disfressat i tocant un bombo, animant el seu equip. Aquest costum el va convertir en un personatge popular i molt estimat entre l'afició de l'Espanyol. Durant el temps d'animador del club se'l conegué com Dámaso Perico. El 1996, durant unes convivències espirituals, va decidir ser sacerdot, i acabaria essent ordenat el 9 de desembre de 2007 a la catedral de Tortosa. Va dir la seva primera missa a l'església de Sant Gregori Taumaturg de Barcelona. Va intervenir en algunes juntes d'accionistes de l'Espanyol, i aconseguí ressò mediàtic per una frase que pronuncià després que un altre soci ensenyés una bandera estelada amb els colors de l'equip: "Ara, sobretot, mantinguem la calma: pau, germans". Destacà també per l'ús que va fer de YouTube, Twitter i Facebook per a difondre el seu missatge evangelitzador, on es definia com "animador d'ànimes". El 23 d'agost de 2017, sis dies després de l'atemptat a la Rambla de Barcelona, Dámaso Ruiz va anar a aquell passeig amb l'estola de capellà per a confessar a qui ho demanés i per a beneir el lloc.

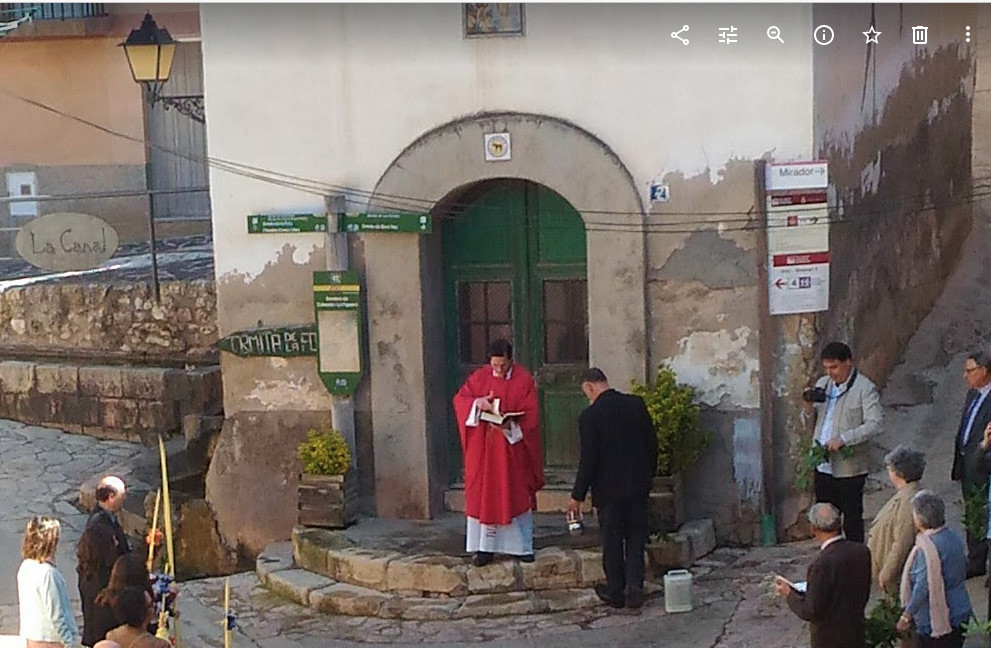
Dámaso Ruiz Tintoré oficiant la missa del Diumenge de Rams a l'ermita de Sant Joan de Cabassers, el 9 d'abril de 2017.

Cap a tres quarts de vuit del matí del 8 de maig de 2018, va patir un accident de trànsit al punt quilomètric 1.067,5 de la carretera N-340, al seu pas per Alcanar. Fou traslladat a l'hospital Joan XXIII de Tarragona, on va morir a causa de les lesions produïdes per l'accident. En el moment de la seva mort era vicari de Benicarló. El funeral es va celebrar a les 5 de la tarda de l'11 de maig, a l'església de Sarrià on oficià la seva primera missa, Sant Gregori Taumaturg. Va ser enterrat l'endemà al matí al cementiri de Montjuïc.